# Syndicat lycéen

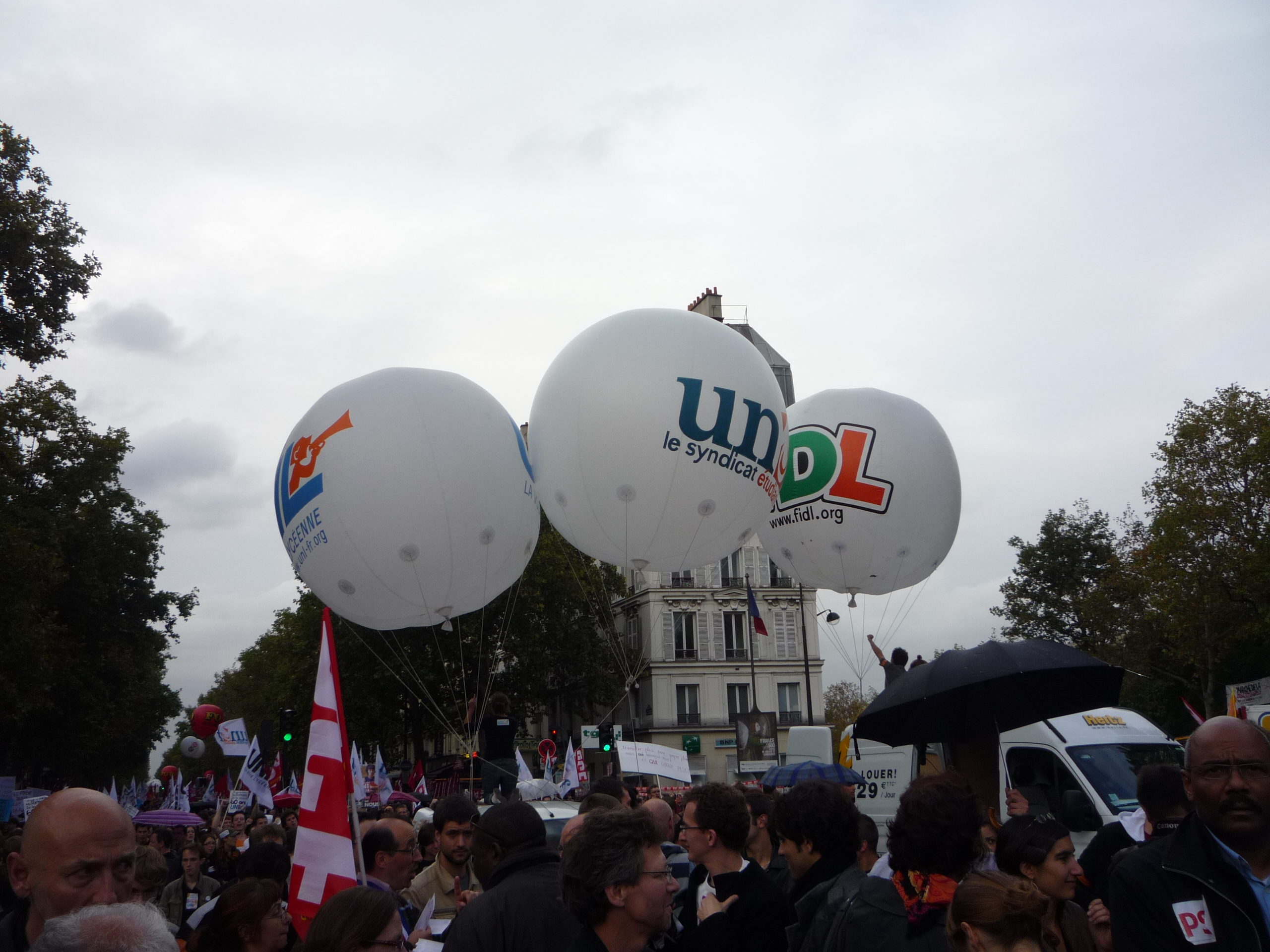
Manifestation contre la réforme des retraites, 2010. De gauche à droite, les ballons syndicaux de l'UNL, de l'UNEF et de la FIDL

Un syndicat lycéen est une association de lycéens (ou, plus largement, d'élèves de l'enseignement secondaire) se fixant pour objectif principal la défense des intérêts matériels et moraux de ces élèves et revendiquant son appartenance au mouvement syndical.

## En France
En France, les premières organisations lycéennes nationales, quelques unes se revendiquant aujourd'hui syndicats, apparaissent après le mouvement contre le projet de loi Devaquet et à la fin des années 1990 notamment grâce à émergence d'un cadre institutionnel (CVL, CAVL, CNVL, présence d'élus lycéens au CSE).

### Statut
Simples associations ne disposant pas d'un cadre juridique spécifique(sur le plan strictement juridique, il n’existe par définition pas de syndicat étudiant ou lycéen : les organisations de lycéens et d’étudiants sont en fait constituées en associations), contrairement aux syndicats de salariés mais à l'instar des syndicats étudiants (bien que leur statut soit aussi inexact), ces organisations lycéennes, apparues dans différents pays d'Europe au cours de la seconde moitié du XXe siècle, constituent une forme qui se rapproche du syndicalisme, se réappropriant son répertoire d'actions (pétition, motion, grève, manifestation...) et ses modes d'organisation (élection de délégués, congrès, textes d'orientation...) dans un cadre non professionnel. Aujourd'hui, la plupart en Europe se retrouvent au sein de l'Organising Bureau of European School Student Unions (OBESSU), qui fédère la majeure partie des organisations lycéennes (syndicales ou non) du continent.

### Histoire
Peu avant les évènements de mai 68, apparaissent les comités d'action lycéens. Ces groupes, considérés comme « pré-syndicaux », sont précurseurs dans la prise d'autonomie des mouvements lycéens vis-à-vis des mouvements étudiants. Les comités d'action lycéens disparaitrons en moins d'un an (absorbés par l'UNCAL ou dissous).
En 1979, la coordination permanente lycéenne émerge. Il s'agit d'une des premières tentatives de syndicat lycéen qui disparaitra quelques années plus tard,.
En 1986, le projet de loi Devaquet va entrainer un large mouvement de protestations lycéen et étudiant qui se soldera par un retrait du projet de loi et l'émergence d'un contexte nouveau qui permettra la création de la FIDL en 1987, plus ancien syndicat lycéen encore en activité
À la suite des manifestations d'ampleur contre la tentative de révision par François Bayrou en 1993 de la loi Falloux, les trois élus lycéens au Conseil supérieur de l'éducation fondent l'UNL, qui se structura notamment lors du mouvement contre le CIP.
L'UNL aura donné lieu à deux principales scissions : le SGL en 2009 (devenu en 2019 OIJ, renonçant aux qualificatifs de « syndicat » et « lycéen ») et le MNL, syndicat de lutte crée en 2016. L'UNL disparait en février 2021, placée en redressement judiciaire. Fin 2021, La Voix Lycéenne est créée et s'affirme dans la continuité de l'Union Nationale lycéenne.
Depuis 2023, La Voix Lycéenne et plusieurs syndicats lycéens locaux sont réunis sous la bannière de l'Union Syndicale Lycéenne (USL),. D'autres syndicats nationaux, notamment la FIDL et MNL, amalgamés dans cette fusion, contestent toute participation,. L'USL s'illustre notamment lors du mouvement social contre la reforme des retraites en 2023, bloquant des centaines de lycées à travers le pays,,.

### Syndicats en activité
- Fédération indépendante et démocratique lycéenne (FIDL), fondée en 1987 à la suite du mouvement contre le projet de loi Devaquet.
- Mouvement national lycéen (MNL) apparu en 2016 d'une scission de l'Union nationale lycéenne (UNL) et représenté à l’OBESSU[4].
- Union syndicale lycéenne (USL), créée en 2023, d'une fusion de syndicats locaux et de La Voix Lycéenne[12], elle même crée dans la continuité de l'Union nationale lycéenne[8]
- Le Syndicat National Lycéen (SNL) crée en 2023 de la scission d'un tiers des fédérations de La Voix lycéenne[16].

### Syndicats disparus
- Coordination permanente lycéenne (CPL) : Fondée en mars 1979 par le « congrès national lycéen », convoqué par la coordination lycéenne qui avait été mise en place à l'occasion des grèves de l'automne 1978 contre l'austérité[17].
- CP-CET (coordination permanente des collèges d’enseignement technique), puis CP-LEP (après l'émergence des lycées d’enseignement professionnel), syndicat d'élèves de l'enseignement technique fondé en 1974 avec le soutien actif de la CGT[18]. En 1979, elle revendique avoir mobilisé 10 000 élèves[19].
- Sud lycéen[20], puis quelquefois Solidaires lycéen·ne·s, syndicat de lutte reconnu par quelques fédérations locales sans n'avoir toutefois été affilié à l'Union syndicale solidaires[21]. Les premières fédérations Sud lycéen sont fondés à l'occasion du mouvement lycéen contre la loi Fillon en 2005 et disparaitront progressivement après le congrès de 2008. Fin des années 2010, réapparaissent sporadiquement[21] des sections Sud lycéen[22],[23], mais aussi des « Solidaires lycéen·ne·s »[24],.
- Syndicat général des lycéens (SGL), issu en 2009 d'une scission de l'UNL. En 2013 devient la 3eme organisation lycéenne représentative, derrière l'UDEL et l'UNL lors des élections Conseil Supérieur de l'Éducation. Lors des élections CSE 2015 et 2017, le SGL devient la première force lycéenne devant l'UNL en remportant tous les sièges. Cependant lors des élections CSE de 2019 le SGL perdit tous ses sièges et l'organisation disparut [25].
- Syndicat Lycéen - UNEF (SL-UNEF)[26], fondé à l’incitative de l'UNEF en 1994, le supplément à UNEF Inform d'octobre 1995 le décrivait comme suit : « Associé à l'UNEF, il porte notre nom en développant de manière autonome son orientation et son activité pour donner force et cohérence aux revendications lycéennes. Cela favorise les convergences avec les luttes étudiantes et les rend plus fortes [...]. »[27]
- Union nationale des comités d'action lycéens (UNCAL) : Fondée à l'occasion d'une scission lors du premier congrès des Comité d'action lycéen (CAL) les 19 et 20 juin 1968 à la Sorbonne, lors du mouvement social de mai-juin 1968.

## En Italie
- Unione degli Studenti (représentée à l'OBESSU)
- Rete degli Studenti Medi

## En Tchéquie
- Syndicat tchèque des lycéens (représentée à l'OBESSU)